# Embrace the End
Embrace the End — группа, играющая в стиле металкор, из города Сакраменто, столицы штата Калифорния. Основанная в 2001 году четырьмя молодыми людьми, группа претерпела серьёзные изменения в составе, однажды включая в себя даже 6 участников, среди которых было 2 вокалиста. Однако, после отъезда вокалиста Pat Piccolo, они решили продолжать творчество без него. Jesse Alford стал единственным вокалистом в группе и по сей день он поет в ней. Их дебютный альбом, Counting Hallways to the Left, был выпущен на CD летом 2005 года на лейбле Abacus Records. Они провели несколько туров по всем штатам.

## Действительные члены
- Jesse Alford — вокал
- Christopher McMahon — гитара
- Addison Quarles — бас-гитара
- Bart Mullis — ударные
- Spencer Daly — гитара

## Бывшие члены
- Daniel Tanner — бас
- Joel Adams — гитара
- Pat Piccolo — вокал
- Karl Metts — гитара
- Ryan «Louie» Lewis — бас
- Kyle Dixon — гитара
- Josh Acres — вокал

## Дискография

### Полноценные записи
- It All Begins With One Broken Dream (EP) (2001) Dark Vision Records
- Counting Hallways to the Left (2005) Abacus Records
- Ley Lines (2008) Century Media Records

### Демо
- S/T Demo Tape (2000)

### Винил
- S/T 7"  (2003) Mokita Records

### Сплиты
- Embrace The End vs. The End of Six Thousand Years (2006) Still Life Records